# Medina pectinifera
Medina pectinifera là một loài ruồi trong họ Tachinidae.